# Cloudcroft, Novi Meksiko
Cloudcroft je selo u okrugu Oteru u američkoj saveznoj državi Novom Meksiku. Prema popisu 2010. u Cloudcroftu je živjelo 674 stanovnika. Premda se nalazi u suhom području, smještaj na velikoj nadmorskoj visini od 2600 metara, po čemu je jedno od najviših naselja u SAD, ovdje su ljeta blaga što ga čini omiljenim turističkim odredištem u Zapadnom Teksasu i Novom Meksiku. Fodors ga je imenovao na treće mjesto na popisu najpodcjenjenijih odredišta. Turizam je glavna gospodarska grana u selu. 

## Povijest
1890-ih je godina željeznička pruga El Paso i Sjeveroistok, koju su organizirali braća Charles Bishop Eddy i John Arthur Eddy, došla u novoosnovani gradić Alamogordo s namjerom nastaviti prugu dalje sjeverno ka rudarskom gradiću White Oaksu i dalje. Ovo je zahtijevalo redovitu opskrbu drvnom građom. Stoga su 1898. godine braća Eddy poslali osoblje u planine Sacramento za izvidjeti mogućnost produženja pruga radi lakšem pristupu šumama iz kojih bi sjekli neophodnu drvnu građu. Osoblje koje je to izvidjelo izvijestilo je da je to ne samo moguće, nego bi taj kraj mogao privući posjetitelje. Predloženo je ime Cloudcroft - pašnjak za oblake, a rad na pruzi uskoro je počeo.
Do konca godine pruga je proširena sve do klanca Toboggana a izgradnja je počela na paviljonu na vrhu da bi se omogućilo smještaj predviđenim turistima. Sastojao se od blagovaonice, kuhinje, salona, plesne hale i četrdeset šatora na drvenim platformama. Svibnja 1899. željeznica je došla do klanca Coxa, a lipnja 1899., "The Pavilion" formalno je otvorio John Eddy. Prvi posjetitelji vozili su se vlakom do Toboggana, a putovanje su završavali kočijom. Izvješća u novinama brzo su od Cloudcrofta napravile omiljeno odredište. Još jedno odmaralište "The Lodge" sagrađeno je kao bolja inačica The Paviliona. Željeznička je pruga stigla u Cloudcroft rane 1900. Lipnja 1900. dovršen je željeznički depo, koji se nalazi zapadno od The Paviliona. Doček vlakova postala je svakodnevna aktivnost u selu. Dnevno su dolazila tri vlaka koja su dovozila drvnu građu, poštu i putnike.
The Lodge je izgorio 1909. godine. Ponovo je izgrađen na današnjoj lokaciji 1911. godine. The Pavilion također je izgorio dvaput. Požari su se zbili 1920-ih. Svaki je put ponovo izgrađen radi udovoljavanja izvornim planovima. 
The Lodge iz Cloudcrofta ugostila je mnoge poznate goste poput Judy Garland, Gilberta Rolanda, Clarka Gablea i Pancha Villu. 1930-ih je godina odmaralište vodio Conrad Hilton, koji je rođen i odrastao u San Antoniju u Novom Meksiku. Hilton je bio blizak s The Lodgeom i htio je biti bliskiji njegovoj obitelji, kako je njegov vlastiti hotelski lanac uspinjao u prominenciji.
Rastom popularnosti automobila, željeznička je pruga gubila novac. Putnička je usluga ugašena 1938. godine, a zadnji teretni vlak prošao je 1947. godine. Od tada turizam u Cloudcroftu nadišao je The Lodge i Pavilion sve do ulice Burro blizu autoceste 82, gdje se nalaze brojne male prodavaonice i restorani i gdje se održavaju ljetni ulični plesovi. Broj stanovnika unatoč tome nije se povećao, nego je ostao između 700 i 800 stanovnika.

## Zemljopis
Nalazi se unutar područja nacionalne šume Lincolna na 32°57′17″N 105°44′26″W / 32.95472°N 105.74056°W (32.954680, -105.740500). Prema Uredu SAD-a za popis stanovništva, zauzima 3,9 km2 površine, sve suhozemne.
Obližnja naselja su: Weed, Lost Lodge, Sunspot, Mayhill, Piñon i Timberon.

## Stanovništvo
Prema podatcima popisa 2000. u Cloudcroftu je bilo 749 stanovnika, 320 kućanstava i 224 obitelji, a stanovništvo po rasi bili su 92,66% bijelci, 0,80% Indijanci, 0,53% Azijci, 3,47% ostalih rasa te 2,54% dviju ili više rasa. Hispanoamerikanaca i Latinoamerikanaca svih rasa bilo je 15,49%.

## Vanjske poveznice
- Trgovinska komora